# جاي (تريم)

'

تعديل مصدري - تعديل

جاي هي إحدى قرى عزلة تريم بمديرية تريم التابعة لمحافظة حضرموت، بلغ تعداد سكانها 158 نسمة حسب تعداد اليمن لعام 2004.